# Che distinta famiglia!
Che distinta famiglia! è un film del 1945 diretto da Mario Bonnard.

## Trama
Per permettere il matrimonio tra una ricca ereditiera con un povero cameriere, il padrone di questi, inventa un finto matrimonio, per vincere la contrarietà della famiglia di lei, tutto finisce bene.

## Produzione
Causa gli avvenimenti del 25 luglio 1943 la lavorazione del film fu sospesa momentaneamente. Il film uscì nelle pubbliche sale solo alla fine del 1945.

## Incassi
Incasso accertato sino a tutto il 31 dicembre 1952 £ 7.500.000